# Batalla del cabo Finisterre (1761)
La batalla del Cabo Finisterre fue un combate naval librado en la costa atlántica norte española cerca de cabo Finisterre entre escuadrones británicos y franceses durante la Guerra de los Siete Años. Una fuerza británica compuesta por el navío de línea HMS Bellona de 74 cañones  y  la fragata HMS Brilliant de 36 cañones navegaban desde Lisboa a Gran Bretaña con un cargamento de especias cuando el 13 de agosto se encontraron con una fuerza francesa compuesta por el navío de 74 cañones Courageux y las fragatas Malicieuse y Hermione, de  32 cañones cada una. Los barcos británicos inmediatamente persiguieron al escuadrón francés, manteniendo el contacto durante toda la noche, y en la mañana siguiente se produjeron dos enfrentamientos separados cuando el Brilliant luchó contra las dos fragatas francesas y el Bellona luchó contra el Courageux.
En un combate corto pero duro, ambos barcos de línea resultaron dañados. La batalla se decidió cuando el capitán del Bellona, Robert Faulknor, logró maniobrar su nave en una «posición de rastrillo» e infligió un daño severo y gran número de bajas en el Courageux, lo que obligó a la nave francesa a rendirse. Aunque superado en número, el Brilliant mantuvo a raya a las fragatas francesas y les impidió intervenir en la batalla entre las naves de línea. Malicieuse y Hermione, se retiraron exitosamente tras la rendición del Courageux. El Courageux fue posteriormente reparado y vuelto a poner en servicio en la Royal Navy pues sirvió durante 35 años en dos conflictos posteriores.

## Antecedentes
Después de su derrota en la  Batalla de la Bahía de Quiberon en 1759, la marina francesa no pudo competir con la Marina Real británica por el control de las aguas europeas en la Guerra de los Siete Años. En abril de 1761, la Royal Navy aprovechó su dominio regional para invadir Belle Île, una isla frente a Bretaña, que fue tomada en junio. Con la principal flota atlántica francesa confinada en puerto, se enviaron escuadrones más pequeños para llevar a cabo operaciones de ataque. Un escuadrón comprendía un barco de línea de 74 Courageux bajo el mando del capitán Dugué L'Ambert y las fragatas de 32 cañones Malicieuse, bajo el mando del capitán Longueville, y Hermione que mandaba el capitán Montigney. Después de un exitosa incursión de ataque, el escuadrón regresó a aguas europeas a principios de agosto.
A última hora de la tarde del 13 de agosto de 1761 el escuadrón de L'Ambert navegaba hacia la costa española, frente al Cabo Finisterre, cuando se avistaron velas cerca de la costa, hacia el noreste. Era un escuadrón británico del buque de 74 cañones de la línea HMS Bellona bajo el Capitán Robert Faulknor y la fragata de 36 cañones HMS Brilliant bajo el Capitán John Loggie navegando desde Lisboa hasta Gran Bretaña con un cargamento de más de £ 100,000 en especie. Los franceses inicialmente identificaron a ambos barcos británicos como barcos de línea y se alejaron ante la supuesta superioridad británica, intentando escapar en la oscuridad, pero la luz de la luna brillante permitió a los británicos mantener su persecución.

## La batalla
A las 05:00 de la mañana del 14 de agosto, L'Ambert cambió su opinión sobre la fuerza del escuadrón británico porque supuso que el Bellona era un barco de cuarta clase de 50 cañones. Como confiaba en la victoria, volvió su escuadrón hacia las naves de Faulknor, ordenando al Malicieuse y Hermione que atacaran al Brilliant mientras enviaba al Courageux contra el Bellona. Los barcos de línea se abordaron mutuamente, L'Ambert llevó al Courageux junto al Bellona a las 06:25 y abrió fuego por su costado desde muy cerca. Faulknor retrasó su respuesta hasta la segunda andanada y su tripulación disparó dos andanadas en rápida sucesión, mientras él movía hacia atrás sus velas, empujó al Bellona en reversa y se amuró junto al Courageux. Sin embargo, la artillería del barco francés fue más efectiva en las etapas iniciales de la acción, y el mástil de Faulknor fue derribado nueve minutos después del primer tiroteo.
Faulknor estaba preocupado porque, con su capacidad para maniobrar de su nave comprometida, L'Ambert podría aprovechar la oportunidad para escapar, y planeaba iniciar una acción de abordaje para apoderarse del Courageux, pero el barco francés se escapó. A pesar de los graves daños a sus velas y aparejos, Faulknor intentó virar con éxito alrededor del Bellona a través de la amura de popa por estribor del barco francés y disparó una serie que causó un daño enorme al casco del Courageux, mató e hirió a cientos de marineros y convenció al mortalmente herido L'Ambert de «arriar sus colores» y rendirse a las 07:04. Algunas de las armas de la cubierta inferior de la nave francesa dispararon después de la rendición y Faulknor ordenó que se dispararan dos andanadas adicionales en el casco destrozado del Courageux para garantizar su cumplimiento.
Mientras el Bellona y el Courageux lucharon en su duelo, el Brilliant luchó con éxito contra las dos fragatas francesas desde las 06:00 hasta las 07:30 a. m. y fueron atacados primero por la Malicieuse y luego por la Hermione, impidiéndoles intervenir en la batalla entre las naves más grandes. Cuando se hizo evidente que L'Ambert se había rendido, las fragatas francesas se hicieron a la vela y se retiraron, el Brilliant permaneció con el Bellona y su prisionera. Las pérdidas británicas en la batalla sumaron seis muertos y 28 heridos en Bellona y cinco muertos y 16 heridos en Brilliant mientras que las pérdidas en el Courageux  fueron indicadas en el informe de Faulknor después de la acción como las cifras muy altas de 240 muertos y 110 heridos. El historiador William Laird Clowes considera que esta discrepancia fue probablemente el resultado de las diferencias en la costumbre táctica británica y francesa, los franceses entrenaron para disparar contra los mástiles y aparejos de un barco enemigo para desactivarlos, mientras que los británicos entrenaron a las tripulaciones para disparar al casco de las naves enemigas para matar a la tripulación.

## Consecuencias
El Courageux capturado fue llevado a Lisboa para ser recibido por multitudes entusiastas. Un historiador posterior escribió: «Solo puedo comparar la conducta de la Bellona con la de un gladiador hábil, que no solo plantea sus propios golpes con certeza, sino que también se protege contra los de su antagonista». El historiador Edward Pelham Brenton en 1825 narró la batalla como uno de los únicos cuatro encuentros decisivos entre naves individuales de línea de tamaño similar en la historia de la guerra a vela. Los otros fueron en la Batalla de Ushant en 1782 cuando el HMS Foudroyant capturó al Pégase, en la Batalla del Raz de Sein en abril de 1798, cuando el HMS Marte capturó al Hércules y la Batalla de Pirano en febrero de 1812 cuando el HMS Victorious capturó al Rivoli. Después de las reparaciones, el Courageux se unió a la Royal Navy como HMS Courageux. Sirvió durante 35 años y entró en acción en la Guerra de Independencia de los Estados Unidos y la Guerras revolucionarias francesas antes de naufragar en una tormenta en Monte Hacho el 18 de diciembre de 1796 con la pérdida de más de 470 vidas.